# Chrystian III Oldenburg
Chrystian III Oldenburski (ur. 12 sierpnia 1503 w zamku Gottorp w Szlezwiku, zm. 1 stycznia 1559 w Koldinghus, Kolding) – król Danii i Norwegii od 1534, z dynastii oldenburskiej.

## Panowanie

### Odgórna reformacja
W październiku 1536 na sejmie Chrystian III ogłosił luteranizm religią państwową Danii, usunął dotychczasowych biskupów ze stanowisk i zajął dobra ziemskie Kościoła. Wzorem króla szwedzkiego Gustawa I większość pozyskanych w ten sposób gruntów zatrzymał w rękach Korony, pozostałe nadał wiernej sobie szlachcie. Król stał się największym posiadaczem ziemskim w kraju, co służyło wzmocnieniu jego władzy. W 1537 roku król wprowadził Ordynację Kościelną, formując tym samym duński Kościół narodowy, podporządkowany Koronie. W 1539 roku luteranizm ogłoszono w Norwegii, a w 1541 roku na Islandii. Tu także władca przejął większość ziem Kościoła. Rozwiązywał też zakony, biskupów zastępował protestanckimi nadintendentami, czyli królewskimi namiestnikami.
Wymuszona zmiana wyznania nie znalazła jednak powszechnego poparcia. W listopadzie 1536 roku Chrystian musiał siłą (z pomocą niemieckich najemników) zmusić opornych wobec reformacji członków Rigsraad (rady królewskiej) do posłuszeństwa. Trzech katolickich biskupów zasiadających w radzie aresztowano i usunięto z jej składu. W całym państwie stosowano represje wobec nieustępliwych hierarchów. Jeszcze w 1537 roku z Norwegii wyjechał arcybiskup Trondheim, Olaf. Na Islandii biskup Hólar, Jón Arason zorganizował bunt, jednak został pokonany w 1550 roku pod Sauðafell i stracony. W 1542 zmarł w więzieniu Mogens Lauritssøn, biskup Hamar. W 1550 roku wydano pierwsze pełne duńskie tłumaczenie Pisma Świętego, którego używano także w Norwegii i na Islandii – Biblia Chrystiana III. Opozycja w tych dwóch ostatnich krajach była szczególnie silna, gdyż tam ucisk wyznaniowy towarzyszył ograniczaniu swobód i podporządkowywaniu krajów Duńczykom.

### Polityka wewnętrzna
Chrystian III opierał się na doradcach niemieckich z ojczystego Holsztynu, co wywołało ostry sprzeciw ze strony możnych duńskich. Podczas jednego z sejmów przeforsowali oni uchwałę mówiącą, że tylko Duńczycy mogą zajmować najwyższe urzędy państwowe. Pod koniec lat trzydziestych król, w obawie przed współdziałaniem opozycji z jego przeciwnikiem, cesarzem Karolem V Habsburgiem, Chrystian wprowadził Duńczyków do swojego ścisłego otoczenia. Z czasem zyskał sobie zaufanie duńskich elit na tyle, że w 1542 roku Herredag (rada panów, czyli zjazd stanu szlacheckiego) wyraził zgodę na wprowadzenie wysokiego podatku na pokrycie królewskich długów w Niemczech: przeznaczono na aż 1/20 z każdego szlacheckiego majątku. Likwidacja zewnętrznych zobowiązań króla działała na rzecz suwerenności państwa.
W 1537 pod naciskiem szlachty duńskiej i w reakcji na zbrojny opór Norwegów przeciwko reżimowi wyznaniowemu, Chrystian podporządkował Norwegię duńskim instytucjom państwowym, czyniąc ją faktyczną prowincją Danii. Norweska rada państwa (Riksrådet) uległa likwidacji, a zdominowana przez Duńczyków administracja narzucała język duński jako urzędowy. Chrystian III rozbudował flotę duńską i uporządkował sieć królewskiej administracji, rozwinął też system kontroli nad majątkami i lennami królewskimi.

### Polityka zagraniczna
W 1538 roku Chrystian, który jako władca Szlezwika i Holsztynu miał status księcia Świętego Cesarstwa Rzymskiego, przystąpił do Związku Szmalkaldzkiego, ligi protestanckich książąt niemieckich sprzymierzonych w walce przeciw kontrreformacyjnej polityce cesarza i króla Hiszpanii Karola V Habsburga. W 1541 roku zawarł przymierze z królem Francji Franciszkiem I, głównym wrogiem cesarza, który przygotowywał się właśnie do nowej wojny z Habsburgami. W tym samym roku podpisał z królem Szwecji, Gustawem Wazą traktat w Brösembro. Władcy postanowili w nim pomagać sobie w razie buntów poddanych lub obcego ataku, rozwiązywać wzajemne spory pokojowo i ustanowić swobodny handel poddanych obu monarchów na terenie całej Skandynawii. W 1544 roku, po zakończeniu wojny francusko-habsburskiej także podpisał Chrystian podpisał pokój z Karolem V w Spirze, na mocy którego zezwolił statkom z należących do Hiszpanii Niderlandów na żeglugę przez cieśninę Sund. W konsekwencji tego układu, kupcy holenderscy dość szybko zdominowali handel bałtycki, w którym wcześniej czołowe miejsce zajmowała niemiecka Hanza. Po 1544 roku Chrystian nie ingerował w życie polityczne Rzeszy Niemieckiej.
Po śmierci Chrystiana III pochowano w Katedrze w Roskilde, a królem Danii i Norwegii został jego syn, Fryderyk II.
Panowanie Chrystiana III to okres narodzin nowożytnej Danii. Wysiłek, jako podjął król i duńskie elity zmierzały ku likwidacji zagrożenia ze strony obalonego Chrystiana II i zabezpieczenia kraju przez ingerencjami zewnętrznych, głównie niemieckich potęg (cesarz, Lubeka). Dania obroniła swą niezależność i mogła przystąpić do rywalizacji o dominację nad Morzem Bałtyckim. Rozwinięty przez Chrystiana aparat władzy i flota wojenna dały podstawę dla duńskiej potęgi gospodarczej i militarnej w II połowie XVI i I połowie XVII wieku.

## Pełna tytulatura
Chrystian, z łaski Bożej król Danii, Norwegii, Gotów i Wenedów, książę Szlezwika, Holsztynu, Stormarn i Dithmarschen, hrabia Oldenburga i Delmenhorst.

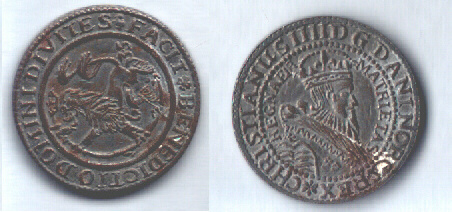
Chrystian III na monecie, ok. 1550 roku

## Małżeństwo i potomstwo
Chrystian III w 1525 roku ożenił się z Dorotą saską i miał z nią piątkę dzieci:
- Anna (1532–1585) – żona elektora saskiego Augusta I Wettina.
- Fryderyk II (1534–1588) – król Danii i Norwegii.
- Magnus Inflancki (1540–1583) – król Inflant.
- Jan II (1545–1622) – książę Szleswik-Holsztyn-Sonderburg-Plön.
- Dorota (1546–1617) – żona Wilhelma, księcia Brunszwiku-Lüneburga.